# Cặp đơn độc

Các cặp đơn độc trong cấu trúc Lewis của hydroxide biểu diễn bằng hai chấm.

Trong hóa học, một cặp đơn độc hay cặp đơn lẻ là cặp điện tử hóa trị không được chia sẻ với một nguyên tử khác để tạo ra liên kết hóa học. Đôi khi nó được gọi là cặp không liên kết.
Các cặp đơn độc được tìm thấy trong vỏ electron ngoài cùng của các nguyên tử. Chúng có thể được xác định bằng cách sử dụng một cấu trúc Lewis. Các cặp electron được coi là các cặp đơn nếu hai electron được ghép nối nhưng không được sử dụng trong liên kết hóa học. Do đó, số lượng các electron đơn lẻ cộng với số lượng các điện tử liên kết bằng tổng số điện tử hóa trị xung quanh một nguyên tử.